# زكرياء الواحدي
زكريا الواحدي (مواليد 31 ديسمبر 2001) هو لاعب كرة قدم مغربي بنادي جينك البلجيكي، يلعب كجناح أيسر أو ظهير أيسر. ولد في بلجيكا، ويمثل المغرب على مستوى الشباب.

## مسيرته

### النشأة
ولد الواحدي في هوبوكين في مقاطعة أنتويرب ببلجيكا، لعائلة مكونة من ثمانية أطفال. والديه من أصل مغربي.

### مساره مع الأندية
في يونيو 2021، انضم الواحدي إلى فريق تحت 21 عامًا في نادي راسينغ وايت ديرنغ مولنبيك 47 ‏. بعد تقديمه لعروض جيدة، تمت دعوتهُ بانتظام للتدريب مع الفريق الأول، وحصل على أول عقد احترافي له في 9 سبتمبر 2021.
في 14 أغسطس 2021، ظهر لأول مرة على المستوى الاحترافي في دوري تشالنجر للمحترفين، في المباراة التي فاز فيها فريقه بنتيجة 3-1 على رويال إكسل موسكرون. في 3 أكتوبر، سجل هدفه الأول في عالم الاحتراف، ليمنح ناديه الفوز 2-1 على دينزي.
في 12 مارس 2023، سجل الواحدي أول ثلاثية له في مسيرته ضد نادي NXT، مما أدى إلى فوز مهم بنتيجة 3-2 لناديه في صراعهم من أجل الصعود. أنهى موسم 2022-23 بفوزه بالدوري مع ناديه راسينغ مولينبيك، وصعدوا بذلك إلى الدوري البلجيكي للمحترفين. تم اختيار الواحدي كلاعب الموسم في مولينبيك وظهر ضمن أفضل تشكيلة في الدوري لذلك الموسم.
في 5 سبتمبر 2023، وقّع الواحدي مع جينك بعقد مبدئي مدته ثلاث سنوات مع خيار التمديد لمدة اثني عشر شهرًا أخرى.

### المسار الدولي
اختار الواحدي، الذي يحمل الجنسيتين البلجيكية والمغربية، تمثيل المغرب على المستوى الدولي. في 9 يونيو 2023، تم استدعاؤه من قبل المدرب عصام الشرعي لتشكيلة المغرب تحت 23 سنة للمشاركة في كأس الأمم الإفريقية تحت 23 سنة 2023 بالمغرب. وظهر الواحدي في أربع من أصل خمس مباريات خلال البطولة، وسجل هدفا واحدا في مرمى مالي تحت 23 سنة في مباراة نصف النهائي. فاز المنتخب المغربي لأقل من 23 سنة بالبطولة حيث ظهر الواحدي في فريق البطولة كأفضل ظهير أيمن.

## الإنجازات
راسينغ مولينبيك
- دوري تشالنجر للمحترفين: 2022–23[16]

 المغرب تحت 23 سنة
- كأس الأمم الإفريقية تحت 23 سنة: 2023[17]

فردياً
- أفضل تشكيلة في دوري تشالنجر للمحترفين: 2022–23[18]
- فريق البطولة في كأس الأمم الإفريقية تحت 23 سنة: 2023[19]

## روابط خارجية
- زكرياء الواحدي على موقع الاتحاد الأوربي (الإنجليزية)
- زكرياء الواحدي على موقع قاعدة بيانات كرة القدم.إي يو (الإنجليزية)
- زكرياء الواحدي على موقع بيانات كرة القدم. دي إي (الألمانية)
- زكرياء الواحدي على موقع Soccerway.com (الإنجليزية)
- زكرياء الواحدي على موقع عالم كرة القدم.نت (الإنجليزية)
- زكرياء الواحدي على موقع كووورة